# XVe corps (armée de l'Union)
Pour les articles homonymes, voir 15e corps d'armée.

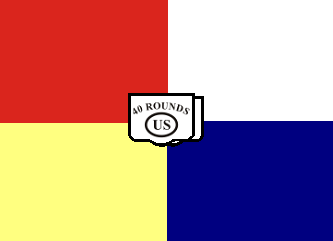
Insigne du quartier général de l'armée d l'Union, XV Corps

Le XVe corps (XV Army Corps en anglais) est un corps d'armée de l'Armée de l'Union, durant la guerre de Sécession. Ce corps servit dans l'Armée du Tennessee, sous les ordres des majors généraux Ulysses Simpson Grant et William Tecumseh Sherman. Il fut commandé par Sherman lors de la bataille de Vicksburg et donc par John Alexander Logan durant la campagne d'Atlanta de Sherman. Peter Joseph Osterhaus commanda le corps durant la marche de Sherman vers la mer, mais Logan revint à son commandement durant la campagne des Carolines de Sherman.
L'insigne des corps XV était un bouclier avec une cartouche au centre avec la devise de corps "40 rounds". L'insigne et la devise proviennent de la rivalité du XV Corps occidental avec le XIIe corps oriental. Quand les soldats occidentaux et orientaux se sont finalement réunis, les soldats du XIIe corps se sont vantés de leurs insignes de corps en forme d'étoile. 
Quand leur fut demandé quel insigne le XVe corps avait eu, un des soldats occidentaux a tapoté sa cartouche et a indiqué, « c'est l'insigne du Quinzième Corps ; 40 rounds ». Ces propos sont par la suite parvenus aux oreilles du général Logan, qui saisit l'occasion pour les confirmer par une circulaire adressée à ses hommes.